# Contea di Nanling
La contea di Nanling (南陵县S, Nánlíng XiànP) è una contea della Cina, situata nella provincia dell'Anhui.